# Alois Fischer (Theologe)
Alois Fischer (* 21. Oktober 1902 in Rottau bei Ruhstorf an der Rott; † 19. August 2003 in Obernzell) war ein deutscher Pädagoge, Philosoph und Theologe.

## Leben
Alois Fischer, Sohn des Landwirts Alois Fischer senior, legte 1922 in Passau das Abitur ab, bevor er sich dort einem Studium der Theologie an der Philosophisch-Theologischen Hochschule zuwandte. Nachdem er 1927 die Priesterweihe empfangen hatte, wurde er als Kooperator in Obernzell sowie in Grafenau eingesetzt, bis er 1929 zum Studium der Philosophie und Pädagogik freigestellt wurde. 1934 erfolgte Alois Fischers Promotion zum Dr. phil. an der Ludwig-Maximilians-Universität München, anschließend versah er wieder seelsorgerischen Dienst in Grafenau. Fischer, der in der Folge nach Passau übersiedelte, wurde 1937 zum Institutsdirektor am Schülerheim Pellianum bestellt, 1941 wechselte er auf den Direktorsposten an das Bischöfliche Studienseminar St. Max, bevor er 1946 das Direktoramt am Seminar St. Valentin übernahm, das er bis 1953 innehatte.
Nach der Wiedereröffnung der von den Nationalsozialisten geschlossenen Philosophisch-Theologischen Hochschule Passau wurde Alois Fischer im November 1945 mit der Vertretung des Lehrstuhls für Pädagogik und Katechetik betraut, 1947 wurde er dort zum außerordentlichen, 1952 zum ordentlichen Professor befördert. Alois Fischer, der von 1956 bis 1958 das Rektorenamt, anschließend bis 1960 das Prorektorenamt bekleidete, wurde 1971 emeritiert. Fischer, der darüber hinaus in der Erwachsenenbildung sowie in der Lehrerfortbildung tätig war, verstarb 2003 100-jährig im Altenheim Obernzell.

## Veröffentlichungen
- Die Existenzphilosophie Martin Heideggers: Darlegung und Würdigung ihrer Grundgedanken. Dissertation. Felix Meiner Verlag, 1935.
- Gedenkworte für Professor Dr. Alois Winklhofer: gesprochen am 7. Januar 1971 in der Pfarrkirche zu Engertsham. 1971.
- Gedenkworte für Professor Dr. Franz Dambeck, München, Landeskonservator a. D.: gesprochen am 12. Januar 1974 in Pfarrkirchen/Gartlberg. 1974.